# Erioptera funesta
Erioptera funesta är en tvåvingeart som beskrevs av Alexander 1926. Erioptera funesta ingår i släktet Erioptera och familjen småharkrankar. Inga underarter finns listade i Catalogue of Life.